# 泰申公国
泰申公国（德語：Herzogtum Teschen）是西里西亚诸公国之一，位于上西里西亚，以今波兰切申为中心。1281年，波兰皮雅斯特王朝时期，脱离奥波莱和拉齐布日公国，从1290年至1653年受皮雅斯特王朝西里西亚公爵统治。